# Phyxium papuanum
Phyxium papuanum är en skalbaggsart som beskrevs av Stefan von Breuning 1943. Phyxium papuanum ingår i släktet Phyxium och familjen långhorningar. Inga underarter finns listade i Catalogue of Life.